# Joseph Diaz Gergonne
Joseph Diaz Gergonne (Nancy, 19 giugno 1771 – Montpellier, 4 maggio 1859) è stato un matematico francese, noto per i suoi contributi alla Geometria proiettiva e per essere stato il fondatore del periodico Annales de mathématiques pures et appliquées, la prima rivista dedicata alla matematica.

## Vita
Nel 1791 Gergonne si arruolò nell'armata della Repubblica Francese con il grado di capitano; in quel periodo l'Armée si stava rapidamente ingrandendo in quanto il governo della repubblica temeva una invasione straniera volta a eliminare la rivoluzione francese e a restituire i pieni poteri a Luigi XVI. Gergonne partecipò alla grande battaglia di Valmy, il 20 settembre 1792. Successivamente tornò alla vita civile, ma subito dopo fu richiamato e prese parte dell'invasione della Spagna da parte della Francia. 
Nel 1795 Gergonne e il suo reggimento furono inviati a Nîmes e in questa occasione egli passò definitivamente alla vita civile occupando la cattedra di "matematica trascendentale" nell'École Centrale recentemente costituita a Nîmes. In questo periodo Gergonne fu assai influenzato da Gaspard Monge, il direttore dell'École Polytechnique recentemente costituita a Parigi. 
Nel 1810, per reagire alle difficoltà che incontrava nel veder pubblicati i suoi lavori, fondò una propria rivista: ufficialmente si chiamava Annales de mathématiques pures et appliquées, ma in generale veniva detta Annales de Gergonne. L'argomento più frequentemente trattato negli articoli era la geometria, il campo che interessava maggiormente Gergonne. Nel corso dei suoi 22 anni di vita, gli Annales de Gergonne hanno pubblicato circa 200 articoli dello stesso Gergonne; ma la rivista ebbe modo di ospitare articoli scritti da molti matematici di rilievo: Jean Victor Poncelet, François Servois, Étienne Bobillier, Jakob Steiner, Julius Plücker, Michel Chasles, Charles Brianchon, Pierre Dupin, Gabriel Lamé e anche Évariste Galois. 
Nel 1816 Gergonne ottenne la cattedra di astronomia dell'Università di Montpellier. Nel 1830 fu nominato Rettore dell'Università di Montpellier ed in quel momento interruppe la pubblicazione del suo Journal. Lasciò l'università nel 1844.

## Ricerche
Gergonne fu il primo matematico a servirsi del termine polare. In una serie di lavori pubblicati a partire dal 1810, egli scoprì il principio di dualità nella geometria proiettiva, osservando che ad ogni teorema della geometria del piano che mette in relazione punti e linee corrisponde un altro teorema nel quale punti e linee si scambiano i ruoli. Nel 1816 egli propose un'elegante soluzione per il problema di Apollonio, problema consistente nell'individuare una circonferenza che tocca tre circonferenze.
Nel 1813 Gergonne scrisse un saggio dal titolo Metodi di sintesi e analisi in matematica che vinse un premio messo in palio dall'Accademia di Bordeaux. Questo saggio non venne pubblicato in quegli anni e fu conosciuto solo attraverso un sommario. Si tratta di uno scritto che rivela con chiarezza le idee filosofiche di Gergonne. Egli sosteneva l'opportunità di abbandonare i termini analisi e sintesi, giudicandoli privi di significati chiari. Sorprendentemente per un geometra, sosteneva che l'algebra è più importante della geometria, e va ricordato che in quel tempo l'algebra consisteva quasi interamente nell'algebra elementare del campo dei reali. Egli predisse anche che un giorno per la scoperta di nuovi risultati si sarebbero impiegati metodi quasi-meccanici.

## Citazione
- "Non è possibile sentirsi soddisfatti per aver detto l'ultima parola su una qualche teoria finché non la si possa spiegare in poche parole ad ogni persona incontrata per la via."